# Кожиха
Ко́жиха —  деревня в городском округе Семёновский Нижегородской области России. Входит в состав Хахальского сельсовета.

## География
Деревня расположена в километре северо-восточнее от истока реки Плешихи, в 7 км от административного центра сельсовета — деревни Хахалы и 60 км от областного центра — Нижнего Новгорода.

## Население
| 2002 | 2010 |
| ---- | ---- |
| 3    | ↘1   |